# فيرا بوسكا-غرونثال
فيرا بوسكا-غرونثال (بالإستونية: Vera Poska-Grünthal)‏ ‏ (1898-1986) هيَ رائدة نسوية إستونية، وتُعتبر من مؤسسي الاتحاد الدولي للمحاميات (IFWL)، كما تُعتبر من مُؤسسي «مجلة اللغة الإستونية تريينو» في عام 1952، حيثُ عملت مُحررة فيها حتى عام 1981.